# Shuzo Matsuoka

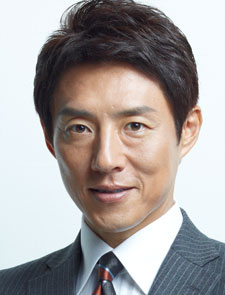
Shuzo Matsuoka

Shuzo Matsuoka (6 de noviembre de 1967, Tokio, Japón) es un exjugador de tenis japonés. En su carrera conquistó 2 torneos ATP y su mejor posición en el ranking de individuales fue Nº46 en julio de 1992 y en el de dobles fue Nº95 en enero de 1989. También es recordado por haber alcanzado en el 1995 los cuartos de final de Wimbledon.
En 2008 Shuzo comenzó a ser bastante parodiado en páginas de Internet como Niconico debido a una serie de videos que tenían como título "Konna anata ni", en donde el daba mensajes de autosuperación, mostrando su lado más energético. Entre sus frases más famosas en esa serie de videos están: "Never Give Up" o "Don´t worry, be happy¨.